# H.o.S.
H.o.S. (Abkürzung für Harvester of Sorrow) ist eine italienische Thrash-Metal-Band aus Lonigo, die im Jahr 2006 gegründet wurde.

## Geschichte
Die Band wurde im Jahr 2006 gegründet. Nach den ersten Auftritten, sowie einem Demo im Jahr 2008, veränderte sich die Besetzung der Band. Der Gitarrist Dado übernahm nun auch zusätzlich den Gesang. Als weitere Mitglieder waren der Gitarrist Cetz, der Schlagzeuger Pedro und der Bassist Millo in der Band. Daraufhin schrieb die Band an neuen Liedern und hielt weiterhin Auftritte ab, ehe ich Jahr 2011 das Debütalbum The Beginning bei Punishment 18 Records erschien. Nach der Veröffentlichung ging die Band auf Tour durch Europa und spielte dabei in Polen, Deutschland, den Niederlanden und Belgien und trat zusammen mit Gruppen wie Whiplash, Vendetta, Fingernails und Ancillotti auf.

## Stil
Laut Sebastian Paulus vom Metal Hammer biete die Musik auf The Beginning klassischen Thrash Metal, der voller Klischees, Spaß und Bier sei. Der Stil sei eine Mischung aus Sodom, frühen Anthrax und Municipal Waste. Die Produktion, die die Gitarren und das Schlagzeug in den Vordergrund bringe, erinnere die der Metallica-Alben mit Flemming Rasmussen. Der Gesang sei unterdurchschnittlich für eine Thrash-Metal-Band.

## Diskografie
- 2007: The Disdained Rank (Demo, Eigenveröffentlichung)
- 2007: Dusts of a Decayed World (Demo, Eigenveröffentlichung)
- 2008: Ready to Fight (Demo, Eigenveröffentlichung)
- 2009: Thrash Bloody Thrash (Split mit Violence Spread, Eigenveröffentlichung)
- 2011: The Beginning (Album, Punishment 18 Records)